# Alloschizidium remyi
Alloschizidium remyi là một loài chân đều trong họ Armadillidiidae. Loài này được Vandel miêu tả khoa học năm 1944.